# Tradescantia grantii
Tradescantia grantii är en himmelsblomsväxtart som beskrevs av Robert Bruce Faden. Tradescantia grantii ingår i släktet båtblommor, och familjen himmelsblomsväxter. Inga underarter finns listade.